# Designlöschungsverfahren
Das Designlöschungsverfahren ist ein Verfahren des Deutschen Patent- und Markenamts (DPMA), das zur vollständigen oder teilweisen Löschung eines eingetragenen Designs aus dem beim DPMA für Designs eingerichteten Register (so genannte Designrolle) führen kann.

## Rechtsgrundlage
Gemäß § 36 Abs. 1 Designgesetz (DesignG) wird "ein eingetragenes Design... gelöscht
1. bei Beendigung der Schutzdauer;
2. bei Verzicht auf Antrag des Rechtsinhabers, wenn die Zustimmung anderer im Register eingetragener Inhaber von Rechten am eingetragenen Design sowie des Klägers im Falle eines Verfahrens nach § 9 DesignG vorgelegt wird;
3. auf Antrag eines Dritten, wenn dieser mit dem Antrag eine öffentliche oder beglaubigte Urkunde mit Erklärungen nach Nummer 2 vorlegt;
4. bei Einwilligung in die Löschung nach § 9 oder § 33 Abs. 2 Satz 2 DesignG;
5. auf Grund eines unanfechtbaren Beschlusses oder rechtskräftigen Urteils über die Feststellung oder Erklärung der Nichtigkeit".

Die Löschung der Eintragung erfolgt durch einen Vermerk im Designregister, § 19 Designverordnung (DesignV).

## Die Löschungsvoraussetzungen im Einzelnen

### Beendigung der Schutzdauer, § 36 Abs. 1 Nr. 1 DesignG
Gemäß § 27 Abs. 2 DesignG beträgt die (maximale) Schutzdauer eines eingetragenen Designs 25 Jahre, sofern die in bestimmten Abständen fällig werdenden Aufrechterhaltungsgebühren rechtzeitig entrichtet werden, § 28 Abs. 1 DesignG. Wird der Schutz (durch Zahlung der jeweiligen Gebühren) nicht aufrechterhalten, so kommt es zu einem (vorzeitigen) Ende der Schutzdauer, § 28 Abs. 3 DesignG. Ist die Schutzdauer beendet, so erfolgt die Löschung des Designs von Amts wegen. Die Löschung von Amts wegen ist im Allgemeinen unproblematisch, weil hierfür weder ein Antrag noch die Vorlage einer Einwilligungserklärung oder eines Urteils oder sonstiger Urkunden erforderlich ist.

### Verzicht auf Antrag des Designinhabers, § 36 Abs. 1 Nr. 2 DesignG
Neben einem Löschungsantrag des Rechtsinhabers (Designinhaber) ist hier Voraussetzung für die Löschung die Zustimmung Dritter, und zwar
1. (eventueller) anderer im Register eingetragener Inhaber von Rechten am Design oder
2. - im Falle eines Verfahrens nach § 9 DesignG - des Klägers. Hierbei handelt es sich um die Klage des Berechtigten gegen den Nichtberechtigten (im Sinne von § 7 DesignG nichtberechtigter Designinhaber) auf Einwilligung in die Löschung wegen widerrechtlicher Entnahme geistigen Eigentums.

### Löschungsantrag eines Dritten, § 36 Abs. 1 Nr. 3 DesignG
Der Antrag hat (nur dann) Erfolg, wenn der Dritte eine öffentliche oder beglaubigte Urkunde mit Erklärungen gemäß § 36 Abs. 1 Nr. 2 DesignG vorlegt (siehe oben, Ziffern 1. und 2.).

### Einwilligung des nichtberechtigten Designinhabers in die Löschung, § 36 Abs. 1 Nr. 4 DesignG
Es muss sich um eine Einwilligung nach § 9 oder § 33 Abs. 2 Satz 2 DesignG handeln.

#### Einwilligung in die Löschung wegen widerrechtlicher Entnahme, § 9 DesignG
Ist der Designinhaber nicht der Entwerfer (Urheber) oder dessen Rechtsnachfolger, so ist er bezüglich des Designs Nichtberechtigter, weil gemäß § 7 DesignG das Recht auf das Design (nur) dem Entwerfer oder dessen Rechtsnachfolger zusteht. "Ist ein eingetragenes Design auf den Namen eines nicht nach § 7 Berechtigten eingetragen, kann der Berechtigte... die Einwilligung in dessen Löschung verlangen", § 9 Abs. 1 Satz 1 DesignG. Allerdings wird der Designinhaber die von Ihm verlangte Einwilligung in die Löschung in den allerwenigsten Fällen freiwillig erklären. § 9 Abs. 2 DesignG sieht deshalb vor, dass der Anspruch des Berechtigten gegen den nicht berechtigten Designinhaber auf Einwilligung in die Löschung des Designs durch Klage (vor den ordentlichen Gerichten) geltend gemacht werden kann. Gemäß § 9 Abs. 2 Satz 1 DesignG kann die Klage zur Geltendmachung des Anspruchs nur innerhalb einer Ausschlussfrist von drei Jahren ab Bekanntmachung des eingetragenen Designs erhoben werden. Gemäß Satz 2 der in Rede stehenden Vorschrift gilt das nicht, wenn der Designinhaber "bei der Anmeldung oder bei einer Übertragung des Designs bösgläubig war". Das entsprechende (rechtskräftige) Gerichtsurteil muss dann mit dem Antrag auf Löschung dem DPMA vorgelegt werden. In dem speziellen Fall der widerrechtlichen Entnahme geistigen Eigentums ist das Designlöschungsverfahren somit "zweistufig" – vorgeschalteter Gerichtsprozess (erste "Stufe") und anschließendes Antragsverfahren beim DPMA (zweite "Stufe") – konzipiert. Das kann allerdings für den Löschungsinteressenten, gegebenenfalls auch für den Designinhaber, einen großen Zeit-, Arbeits- und Kostenaufwand bedeuten.

#### Einwilligung wegen Nichtigkeit des eingetragenen Designs, § 33 Abs. 2 DesignG
Nach Satz 2 dieser Vorschrift kann " der Inhaber des eingetragenen Designs wegen Nichtigkeit in die Löschung einwilligen". Gemäß § 33 Abs. 1 und 2 Satz 1 DesignG kommen insgesamt sieben Nichtigkeitsgründe in Betracht:

##### Nichtigkeit nach § 33 Abs. 1 Nr. 1 DesignG
Nach dieser Vorschrift ist ein eingetragenes Design nichtig, "wenn die Erscheinungsform des Erzeugnisses kein Design im Sinne des § 1 Nr. 1 DesignG ist". Nach der Legaldefinition des § 1 Nr. 1 DesignG "ist ein Design die zweidimensionale oder dreidimensionale Erscheinungsform eines ganzen Erzeugnisses oder eines Teils davon, die sich insbesondere aus den Merkmalen der Linien, Konturen, Farben, der Gestalt, Oberflächenstruktur oder der Werkstoffe des Erzeugnisses selbst oder seiner Verzierung ergibt". Sofern der Designgegenstand diese Voraussetzungen nicht erfüllt, ist er kein "Design" im Sinne des Designgesetzes.

##### Nichtigkeit nach § 33 Abs. 1 Nr. 2, 1. Alternative DesignG
Danach ist Nichtigkeit gegeben, "wenn das Design nicht neu ist". Gemäß § 2 Abs. 2 DesignG gilt "ein Design... als neu, wenn vor dem Anmeldetag kein identisches Design offenbart worden ist. Designs gelten als identisch, wenn sich ihre Merkmale nur in unwesentlichen Einzelheiten unterscheiden".

##### Nichtigkeit nach § 33 Abs. 1 Nr. 2, 2. Alternative DesignG
Nichtigkeit eines eingetragenen Designs ist demgemäß gegeben, "wenn das Design... keine Eigenart hat". § 2 Abs. 3 DesignG gesteht einem Design "Eigenart" dann zu, "wenn sich der Gesamteindruck, den es beim informierten Benutzer hervorruft, von dem Gesamteindruck unterscheidet, den ein anderes Design bei diesem Benutzer hervorruft, das vor dem Anmeldetag offenbart worden ist. Bei der Beurteilung der Eigenart wird der Grad der Gestaltungsfreiheit des Entwerfers bei der Entwicklung des Designs berücksichtigt".

##### Nichtigkeit nach § 33 Abs. 1 Nr. 3 DesignG
Nach vorstehender Norm ist ein eingetragenes Design nichtig, wenn es "vom Designschutz nach § 3 ausgeschlossen ist". Gemäß § 3 Abs. 1 DesignG sind vom Designschutz ausgeschlossen "
1. Erscheinungsmerkmale von Erzeugnissen, die ausschließlich durch deren technische Funktion bedingt sind;
2. Erscheinungsmerkmale von Erzeugnissen, die zwangsläufig in ihrer genauen Form und ihren genauen Abmessungen nachgebildet werden müssen, damit das Erzeugnis, in das das Design aufgenommen oder bei dem es verwendet wird, mit einem anderen Erzeugnis mechanisch zusammengebaut oder verbunden oder in diesem, an diesem oder um dieses herum angebracht werden kann, so dass beide Erzeugnisse ihre Funktion erfüllen;
3. Designs, die gegen die öffentliche Ordnung oder gegen die guten Sitten verstoßen;
4. Designs, die eine missbräuchliche Benutzung eines der in Artikel 6ter der Pariser Verbandsübereinkunft zum Schutz des gewerblichen Eigentums aufgeführten Zeichen oder von sonstigen Abzeichen, Emblemen und Wappen von öffentlichem Interesse darstellen".

Eine Ausnahmeregelung betreffend die Erscheinungsmerkmale nach Ziffer 2. enthält § 3 Abs. 2 DesignG. Danach sind diese "vom Designschutz nicht ausgeschlossen, wenn sie dem Zweck dienen, den Zusammenbau oder die Verbindung einer Vielzahl von untereinander austauschbaren Teilen innerhalb eines Bauteilesystems zu ermöglichen".

##### Nichtigkeit nach § 33 Abs. 2 Satz 1 Nr. 1 DesignG
Nach dieser Vorschrift wird ein eingetragenes Design für nichtig erklärt, "wenn
1. es eine unerlaubte Benutzung eines durch das Urheberrecht geschützten Werkes darstellt". Bei dem geschützten "Werk" kann es sich z. B. um ein Kunstwerk (Gemälde, Skulptur etc.) handeln.

##### Nichtigkeit nach § 33 Abs. 2 Satz 1 Nr. 2 DesignG
Die Nichtigerklärung erfolgt hier dann, wenn
1. das Design "in den Schutzumfang eines eingetragenen Designs mit älterem Zeitrang fällt, auch wenn dieses eingetragene Design erst nach dem Anmeldetag des für nichtig zu erklärenden eingetragenen Designs offenbart wurde".

##### Nichtigkeit nach § 33 Abs. 2 Satz 1 Nr. 3 DesignG
Diese Vorschrift sieht eine Nichtigerklärung vor, wenn
1. in dem eingetragenen Design "ein Zeichen mit Unterscheidungskraft älteren Zeitrangs verwendet wird und der Inhaber des Zeichens berechtigt ist, die Verwendung zu untersagen". Bei dem "Zeichen mit Unterscheidungskraft" kann es sich z. B. um eine eingetragene Marke des Dritten (Rechtsinhaber) handeln.

### Löschung wegen Nichtigkeit des eingetragenen Designs, § 36 Abs. 1 Nr. 5 DesignG
Gemäß dieser Vorschrift wird ein eingetragenes Design gelöscht "auf Grund eines unanfechtbaren Beschlusses oder rechtskräftigen Urteils über die Feststellung oder Erklärung der Nichtigkeit". "Die Nichtigkeit wird durch Beschluss des Deutschen Patent- und Markenamts oder durch Urteil auf Grund Widerklage im Verletzungsverfahren festgestellt oder erklärt", § 33 Abs. 3 DesignG.

#### Feststellungsbeschluss des DPMA
Ein Feststellungsbeschluss ergeht – auf Antrag des Löschungsinteressenten – (nur) im Falle der Nichtigkeitsgründe nach § 33 Abs. 1 Nr. 1 bis 3 DesignG (siehe oben), sofern die Voraussetzungen hierfür erfüllt sind. Antragsbefugt ist jedermann, § 34 Satz 1 DesignG.

#### Erklärungsbeschluss des DPMA
Sofern es um die Nichtigkeitsgründe nach § 33 Abs. 2 Satz 1 Nr. 1 bis 3 DesignG geht (siehe oben) und hierfür die Voraussetzungen erfüllt sind, erklärt das DPMA die Nichtigkeit des betreffenden Designs. Antragsbefugt ist hier jedoch nur der Inhaber des betroffenen Rechts, § 34 Satz 2 DesignG.

#### Gerichtliches Feststellungs- bzw. Erklärungsurteil
Hierfür gelten die den oben abgehandelten Beschlüssen des DPMA zugrundeliegenden Voraussetzungen entsprechend. Zu einem Feststellungs- oder Erklärungsurteil kann es gemäß § 33 Abs. 3 DesignG allerdings nur dann kommen, wenn der Löschungsinteressent (Widerkläger) zuvor vom Designinhaber wegen Designverletzung verklagt wurde und er deshalb gegen den Designinhaber Widerklage auf Feststellung oder Erklärung der Nichtigkeit des Designs erhoben hat. Um die Löschung durch das DPMA zu erwirken, muss ihm der Antragsteller das betreffende Gerichtsurteil vorlegen.

### (Eventuelle) Ablehnung der beantragten Löschung
Sollten die oben dargelegten gesetzlichen Voraussetzungen für eine beantragte Designlöschung nicht gegeben sein, so lehnt das DPMA die Löschung ab und entscheidet hierüber durch Beschluss, § 36 Abs. 1 Satz 2 DesignG. 